# Porsche 911 GT3 R (996)
Chronologie des modèles (1999 - 2000)
Porsche 911 GT3 RS (996)
La Porsche 911 GT3 R (996), souvent abrégée Porsche 996 GT3 R, est une automobile de compétition développée par le constructeur allemand Porsche pour courir dans la catégorie GT2, de l'Automobile Club de l'Ouest et de la fédération Internationale de l'Automobile. Elle est dérivée de la Porsche 911 GT3 (996), d'où elle tire son nom.

## Aspects techniques
Son moteur 6 cylindres à plat, développe une puissance d'environ 410 ch à 8 200 tr/min.

## Histoire en compétition
La Porsche 911 GT3 R entre en compétition pour la première fois le 18 avril 1999 à l'occasion d'une manche du championnat belge Belcar à Zolder.
En 2000, avec l'écurie Dick Barbour Racing, elle remporte la catégorie GT aux 12 Heures de Sebring.